# Périgneux
Périgneux là một xã trong tỉnh Loire miền trung nước Pháp.